# Décès en 1242
Décès
- 1238
- 1239
- 1240
- 1241
- 1242
- 1243
- 1244
- 1245
- 1246

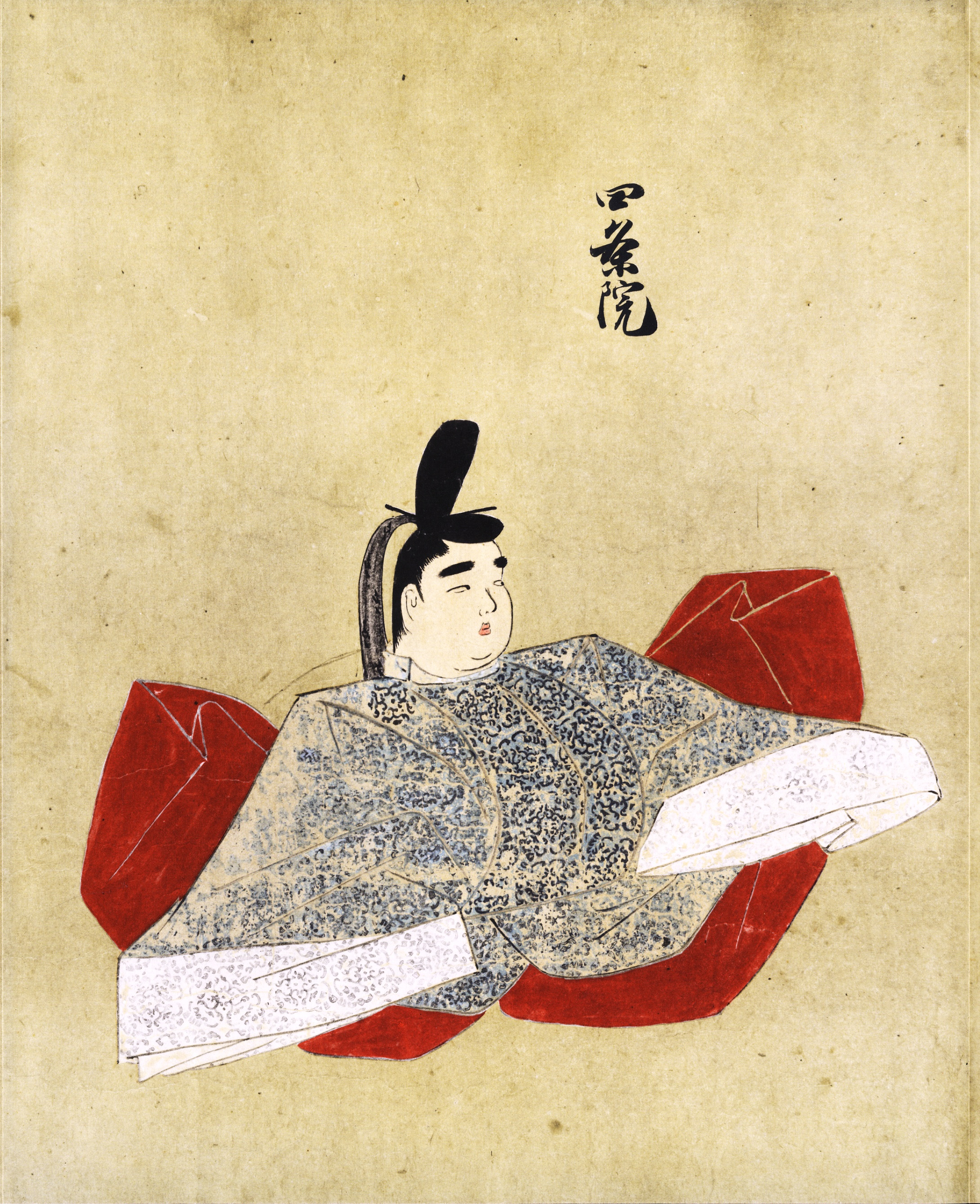
Shijō, mort en 1242.

Cette page dresse une liste de personnalités mortes au cours de l'année 1242 :
- février : Henri II de Souabe, roi de Germanie sous le nom de Henri VII, co-roi de Sicile, et duc de Souabe.
- 10 février : Shijō, 87e empereur du Japon.
- 14 juillet : Hōjō Yasutoki, troisième shikken du shogunat de Kamakura.
- 15 juillet : Ogasawara Nagakiyo, obligé du clan Minamoto.
- 7 octobre : Juntoku, 84e empereur du Japon.

- Abd al-Wahid ar-Rachid, calife almohade.
- Aimeric de Belenoi, clerc et troubadour.
- Andreas de Moravia, évêque de Moray.
- Arnaud d'Audenarde, bailli de la Flandre.
- Jacques de Bazoches, évêque de Soissons.
- Richard II de Beaumont-au-Maine, vicomte de Beaumont.
- Adam II de Beaumont-Gâtinais, membre de la Famille Beaumont-Gâtinais, maréchal d'Angleterre pour le roi de France.
- Bonconte Ier de Montefeltro, condottiere gibelin, duc d'Urbino.
- Pierre de Capoue, le mineur, Cardinal-diacre de S. Giorgio in Velabro.
- Donough Cairbreach O'Brien, roi de Thomond.
- Edmond Rich d'Abingdon, archevêque de Cantorbéry.
- Enguerrand III de Coucy, dit Enguerrand le Bâtisseur, seigneur de Coucy, de Condé, de La Fère, de Marle, de Crépy et de Vervins.
- Gerland de Caltagirone, ou Gerland d'Apolloni ou encore Gerland d'Alémanie, saint catholique.
- Guillaume II (abbé de Clairvaux), théologien.
- Guy Ier de Thouars, 21e vicomte de Thouars.
- Hugues II de Vaudémont, comte de Vaudémont.
- Körguz, gouverneur civil du Khorasan sous domination mongole.
- Mieszko de Lubusz, duc de Lubusz.
- Patrick (comte d'Atholl).
- Philippe de Dreux (1192-1242), ou Philippa de Dreux, comtesse de Bar.
- Sasaki Yoshikiyo, samouraï membre du clan Minamoto et fondateur du clan Izumo-Genji (pt).

date incertaine (vers 1242)
- Garsende de Sabran, héritière des comtes de Forcalquier, comtesse de Provence par mariage et trobairitz connue sous les noms de Garsenda de Proensa,  Garsende de Provence ou Garsende de Forcalquier.

## Crédit d'auteurs
- Cet article est partiellement ou en totalité issu de l'article intitulé « 1242 » (voir la liste des auteurs).